# Charles Hillman Brough
Charles Hillman Brough, född 9 juli 1876 i Clinton, Mississippi, död 26 december 1935 i Washington, D.C., var en amerikansk demokratisk politiker. Han var den 25:e guvernören i delstaten Arkansas 1917–1921.
Brough avlade 1894 sin grundexamen vid Mississippi College. Han avlade sedan sin doktorsexamen 1898 vid Johns Hopkins University och juristexamen 1902 vid University of Mississippi. Han undervisade i amerikansk och europeisk historia, nationalekonomi, etik och tyska vid Mississippi College. Han flyttade sedan till Arkansas och undervisade bland annat i nationalekonomi och sociologi vid University of Arkansas.
Brough besegrade Earle W. Hodges och Lewis Cass "Shotgun" Smith i demokraternas primärval inför 1916 års guvernörsval i Arkansas. Hodges påstod under valkampanjen att Brough var mormon, eftersom han hade skrivit en bok om Utah. Brough var emellertid  baptist. Han vann lätt själva guvernörsvalet och två år senare när han kandiderade till omval stöddes han även av republikanerna mot socialisten Clay Fulks. Brough satsade på utbildningspolitiken som guvernör och var anhängare av kvinnlig rösträtt.
Under Broughs tid som guvernör ledde de dåliga relationerna mellan vita och svarta till Massakern i Elaine. Fem vita och över hundra svarta dödades i oktober 1919 i Phillips County, Arkansas i samband med upploppet. Den vita befolkningen bad Brough om hjälp. Han begärde federala trupper, vilka också skickades till Elaine.
Broughs grav finns på begravningsplatsen Roselawn Memorial Park i Little Rock.